# Gitega
För andra betydelser, se Gitega (olika betydelser).
Gitega, tidigare Kitega, är en stad i Burundi, sedan 16 januari 2019 landets huvudstad. Gitega är administrativ huvudort för provinsen Gitega samt kommunen Gitega i centrala Burundi. 
Folkmängden uppgår till cirka 40 000 invånare. Staden grundades år 1912 av tyska kolonisatörer. I staden finns Burundis nationalmuseum. Höjden på stadskärnan är 1 845 meter över havet. 
10 november 1959 skapades ärkestiftet Gitega (latin Archidioecesis Kitegaensis) av påven Johannes XXIII.
2014 fick staden sitt första universitet, men det finns även Institut supérieur d’agriculture (1983), som är en jordbrukshögskola.